# Pierre Edmond Boissier
Pierre Edmond Boissier (Genebra, 10 de maio de 1810 – Valeyres-sous-Rances, 25 de setembro de 1885) foi um botânico, explorador e matemático suíço.

## Biografia
Boissier é o autor de Flora Orientalis (cinco volumes, 1867 - 1884) e de "Voyage botanique dans le mide de l’Espagne pendant l’année 1837" (1839 - 1845). São creditados a ele a descrição de 6.000 novas espécies. Seu herbário e sua obra foram continuados pelo seu genro William Barbey (1842 - 1914). 

## Obras
- Centuria Euphorbiarum
- Elenchus plantarum novarum ... in itinere hispanico legit, 1838
- com Georges François Reuter (1805-1872), Diagnoses plantarum novarum hispanicum, 1842
- Voyage botanique dans le midi de l'Espagne ..., 1839-1845
- com Georges François Reuter, Pugillus plantarum novarum Africae borealis Hispaniaeque australis, 1852
- Diagnoses Plantarum Orientalium Novarum, 1842-1859
- com Friedrich Alexander Buhse (1821-1898), Aufzählung der auf einer Reise durch Transkaukasien und Persien gesammelten Pflanzen, 1860
- Icones Euphorbiarum, 1866
- Flora orientalis, 1867-1884